# Cantó de La Cortina
El cantó de La Cortina és un cantó francès del departament de Cruesa, situat al districte de Lo Buçon. Té 9 municipis i el cap és La Cortina.

## Municipis
- Bèiçac
- Claravau
- La Cortina
- Manhac
- Malerèt
- Lo Mas d'Artija
- Sent Marçau lo Viélh
- Sent Mèrd la Bruelha
- Sent Orador de Chirosa

## Història
| Data d'elecció                           | Identitat       | Partit           | Qualitat |
| ---------------------------------------- | --------------- | ---------------- | -------- |
| 1958-1988                                | Marcel Maginier | SFIO, després PS |          |
| 1988-2003                                | André Baudin    | RPR              |          |
| 2001-                                    | Philippe Breuil | Divers gauche    |          |
| les dades anteriors no són pas conegudes |                 |                  |          |
|                                          |                 |                  |          |

## Demografia
| 1962  | 1968  | 1975  | 1982  | 1990  | 1999  | 2006  |
| ----- | ----- | ----- | ----- | ----- | ----- | ----- |
| 2.665 | 2.939 | 2.529 | 2.098 | 2.038 | 1.943 | 1.911 |